# Täby kyrka, Närke
Täby kyrka är en kyrkobyggnad i Täby 12 km sydväst om Örebro i Närke. Den tillhör Mosjö-Täby församling.

## Kyrkobyggnaden
Kyrkan är belägen i ett öppet slättlandskap invid Täljeån och härstammar från medeltiden.   
Bygget av kyrkan finansierades troligen med hjälp av offergåvor från de pilgrimer som vallfärdade till den närbelägna Mosjö kyrka, där den så kallade Mosjömadonnan återfinns. Nära kyrkan finns en sevärd stenvalvsbro över Täljeån.

## Kyrkobyggnadshistorik
1100-talet. Långhuset börjar uppföras.
1400-talet. Byggnation av koret.
1660-talet. Byggnation av sakristian.
1680-talet. Predikstolen anskaffas.
1715. Reparation av kyrktornet med hjälp av kollekt från rikets alla kyrkor.
1700-talets mitt. Fälten på predikstolen målas.
1760-talet. Stigluckan byggs nordost om kyrkan.
1700-talets senare del. Byggnation av vapenhus.
1788-1791. Restaurering av kyrkan på initiativ av kyrkoherde Karl Gustav Setterqvist. Tornet får sin nuvarande form men skulle senare få ett "ståtligare" utseende men det blev aldrig av. Kyrkan får en vitputsad fasad.
1819. Ny restaurering av kyrkan.
1900. Kyrkan får en ny orgel byggd av E.A. Setterqvist & Son, Örebro.
1953 Ny restaurering av kyrkan. Bl.a. återinsätts altarskåpet med helgonfigurer i koret. Nu orgel installeras, byggd av E.A. Setterqvist & Son, Örebro.
1983. Kyrkogården utvidgas ner mot ån.

## Orgel
- 1900 bygger E A Setterquist & Son, Örebro en orgel med 5 stämmor.
- Den nuvarande orgeln är byggd 1953 av Setterquist & Son, Örebro och är en pneumatisk orgel. Den har två fria kombinationer och fyra fasta kombinationer.

| Huvudverk I     | Svällverk II      | Pedal             | Koppel    |
| Principal 8´    | Rörflöjt 8´       | Subbas 16´        | I/P       |
| Gedackt 8´      | Salicional 8´     | Borduna 8´ (tr I) | II/P      |
| Oktava 4´       | Gemshorn 4´       |                   | II/I      |
| Oktava 2´       | Blockflöjt 2'     |                   | I 4'/I    |
| Mixtur 3-4 chor | Crescendosvällare |                   | II 16'/I  |
|                 |                   |                   | II 4'/I   |
|                 |                   |                   | II 16'/II |

## Galleri

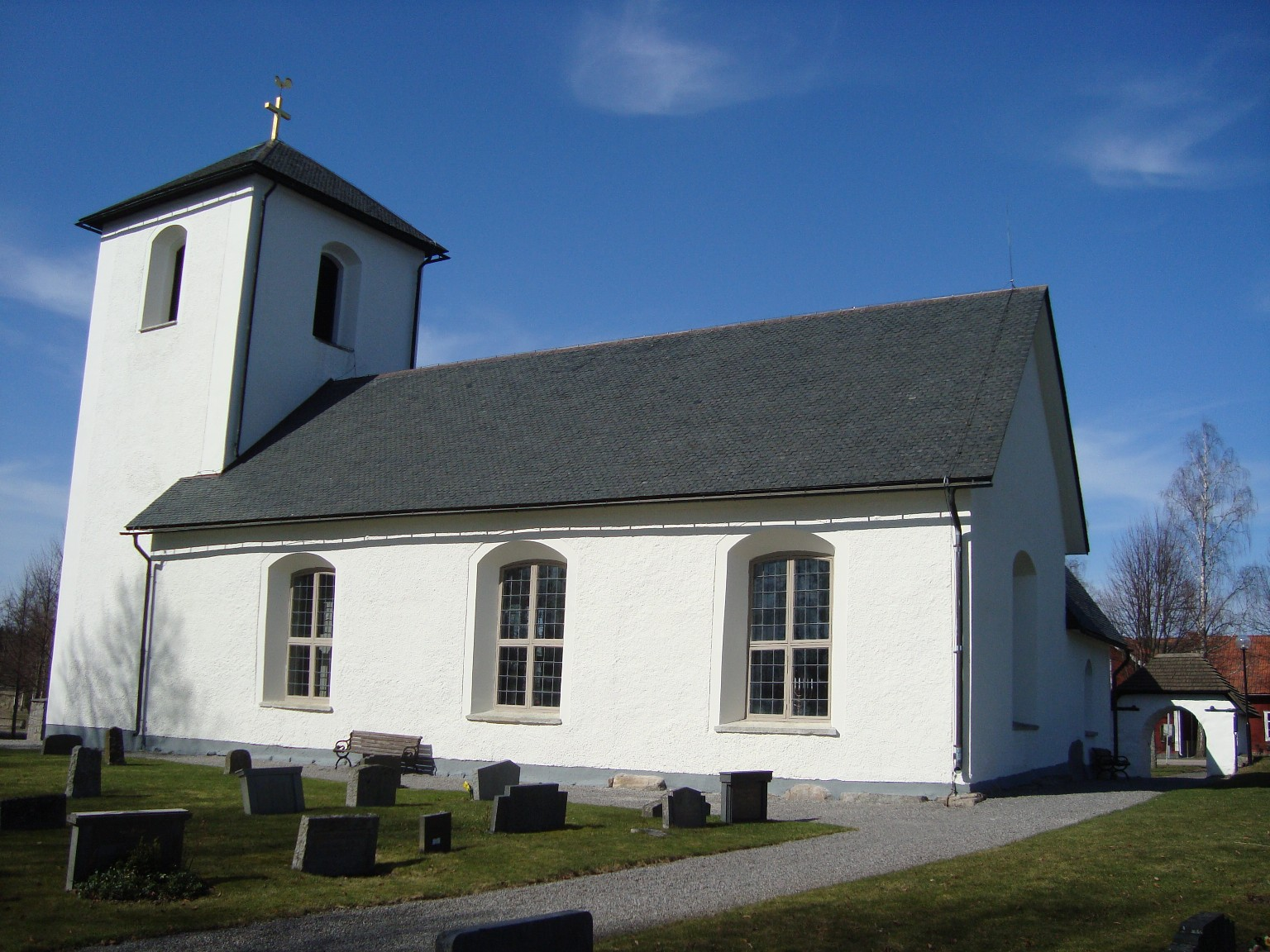
Täby kyrka från sydöst 2009
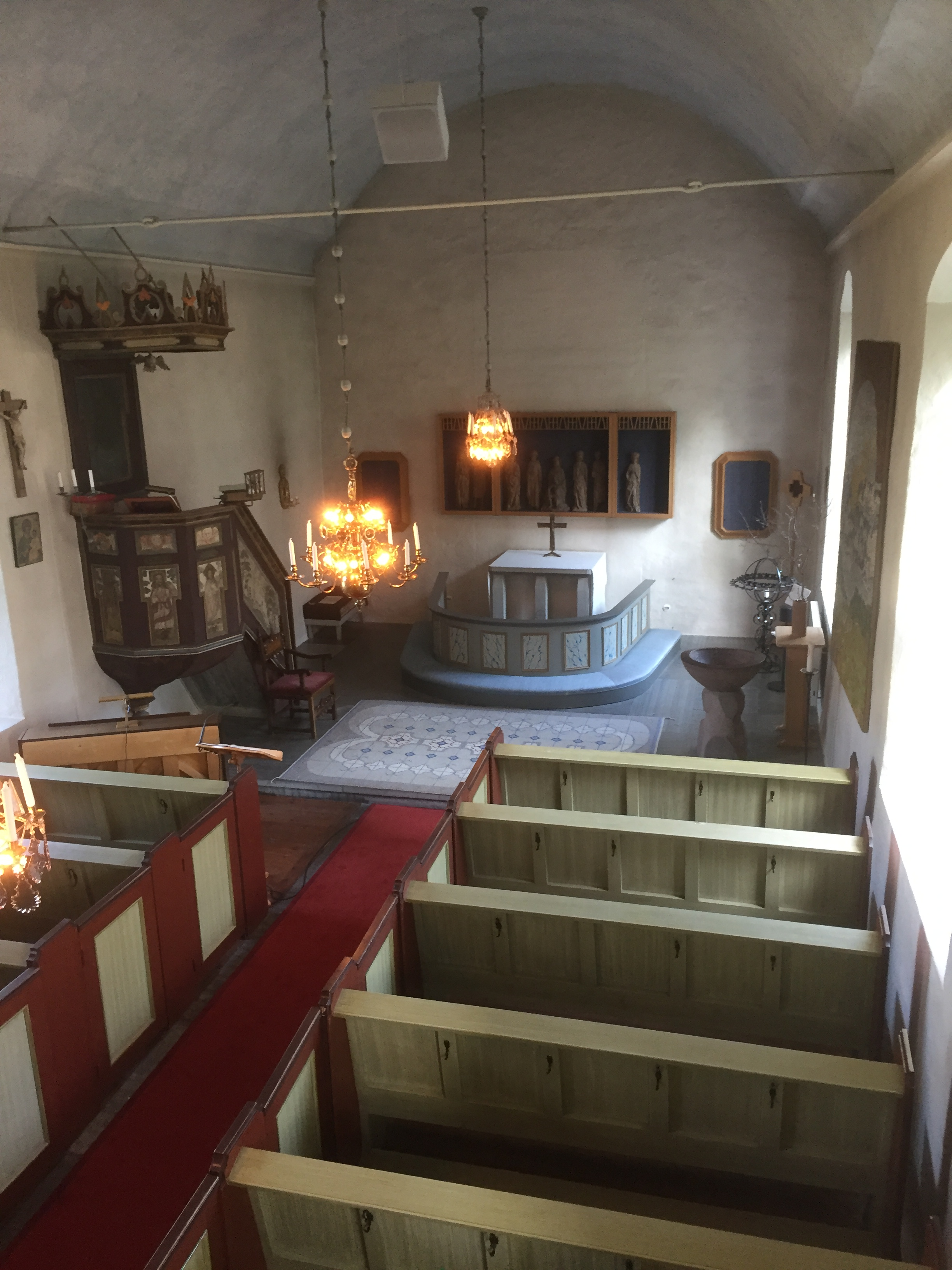
Interiör mot koret
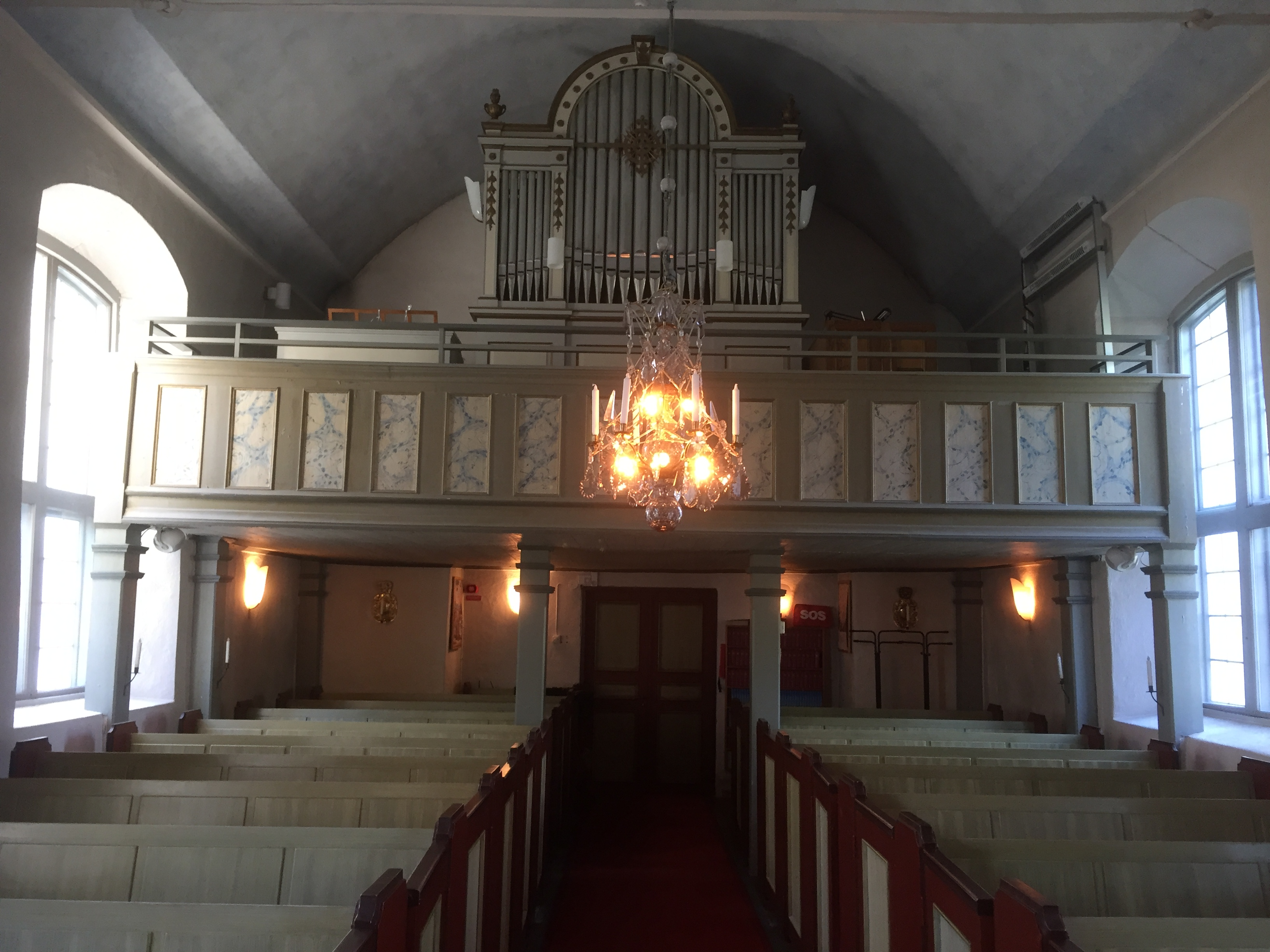
Läktaren med orgel
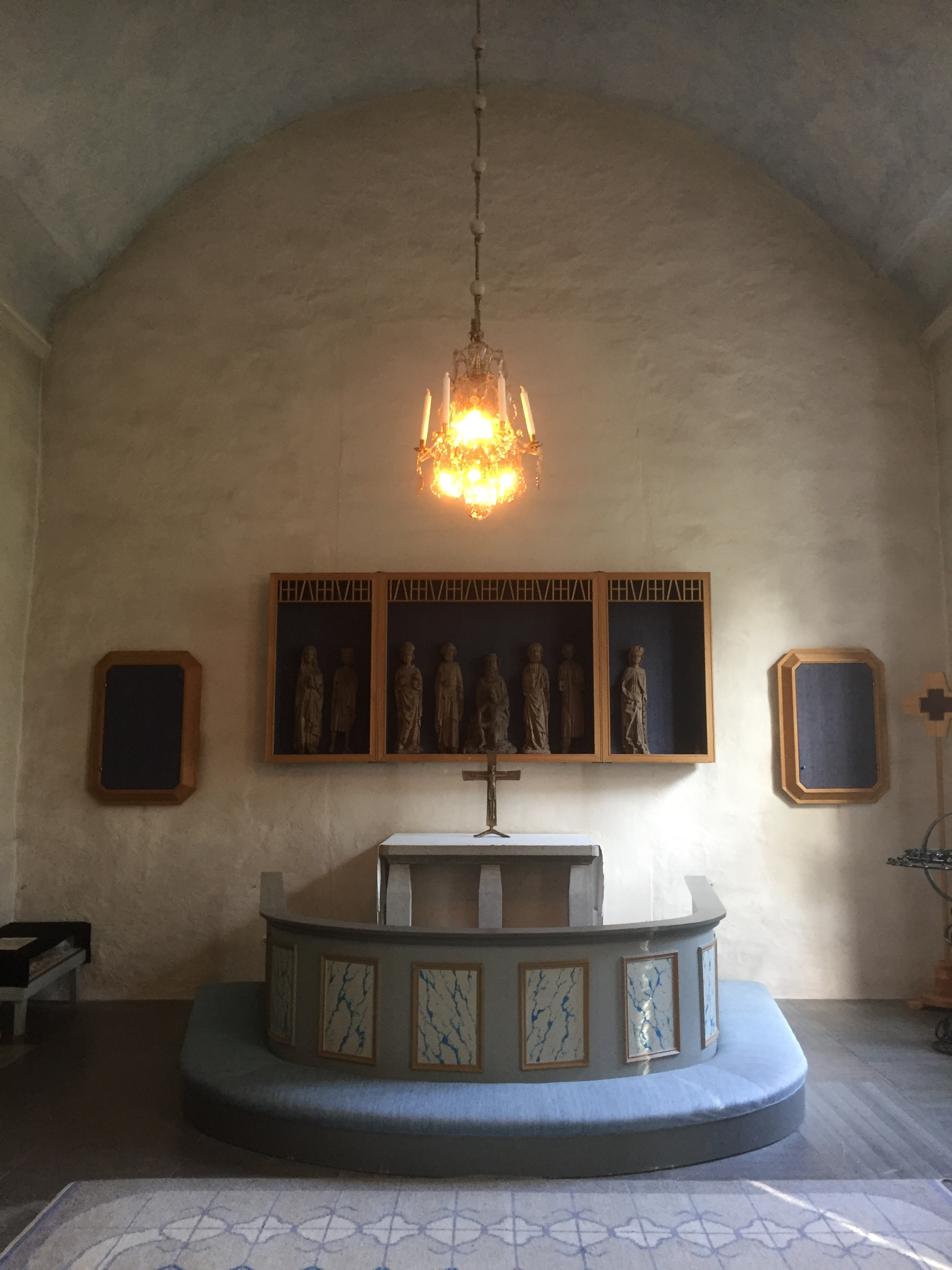
Koret med altaret
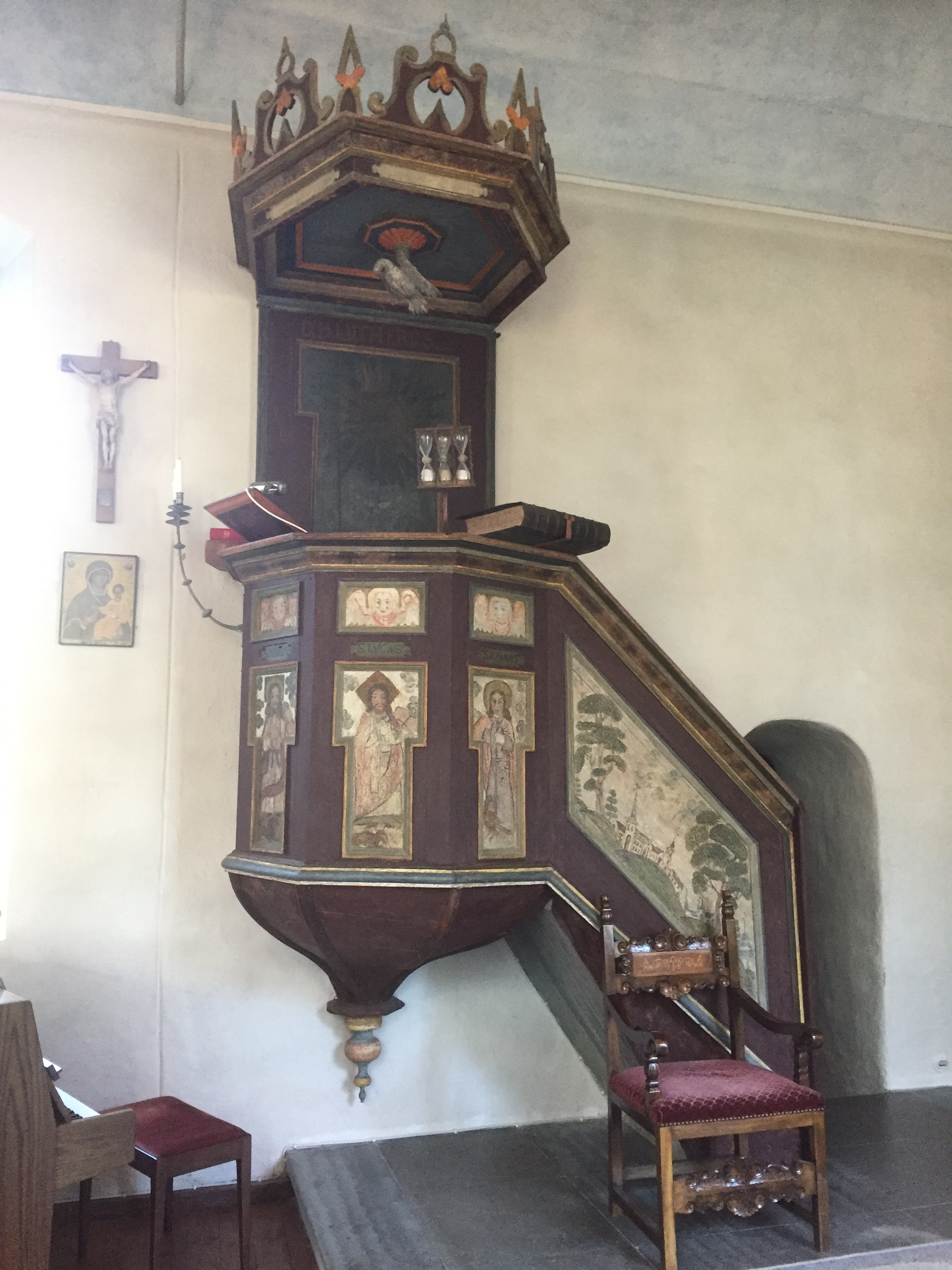
Predikstol
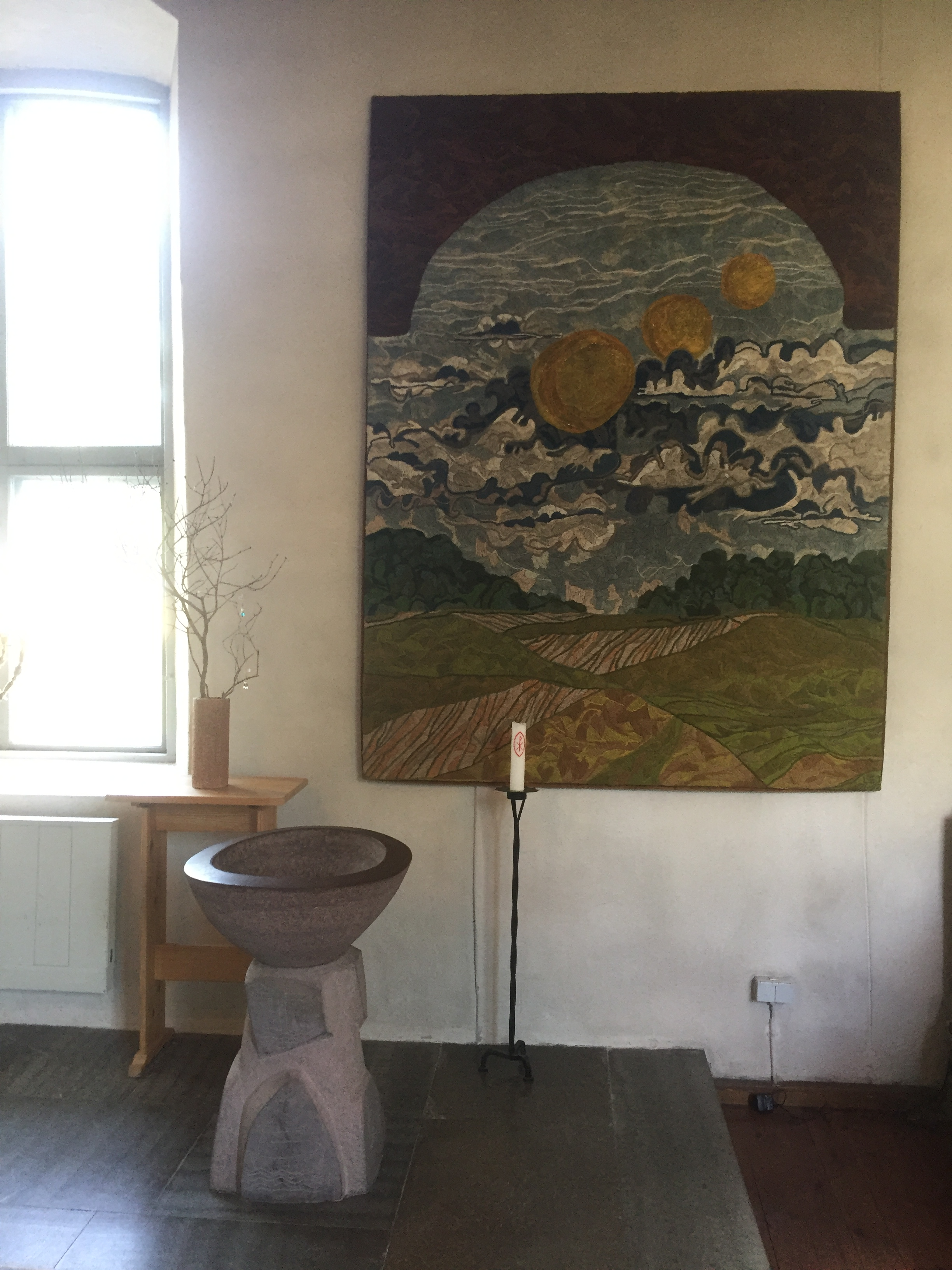
Dopfunt och väggvävnad
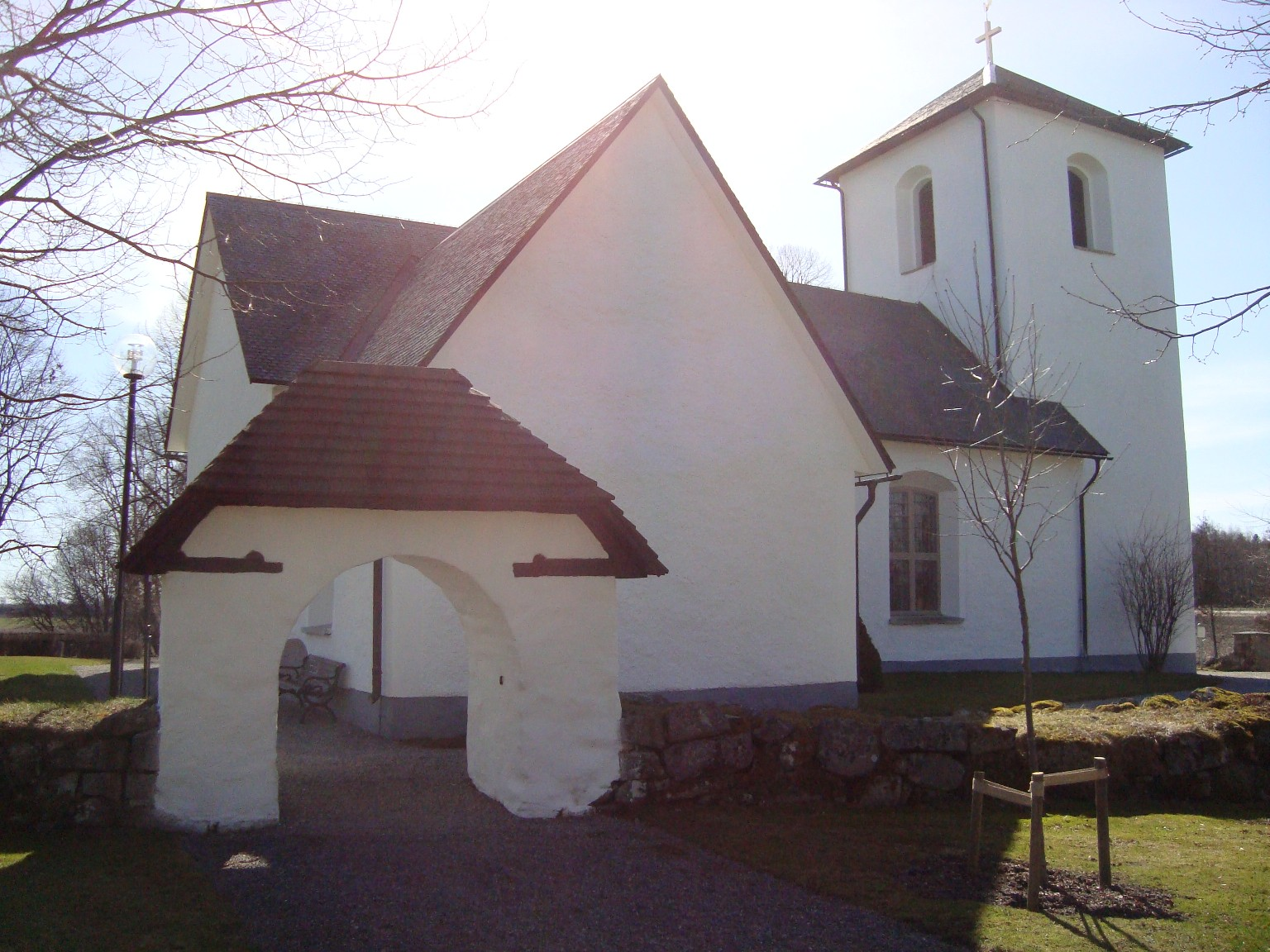
Stiglucka vid Täby kyrka
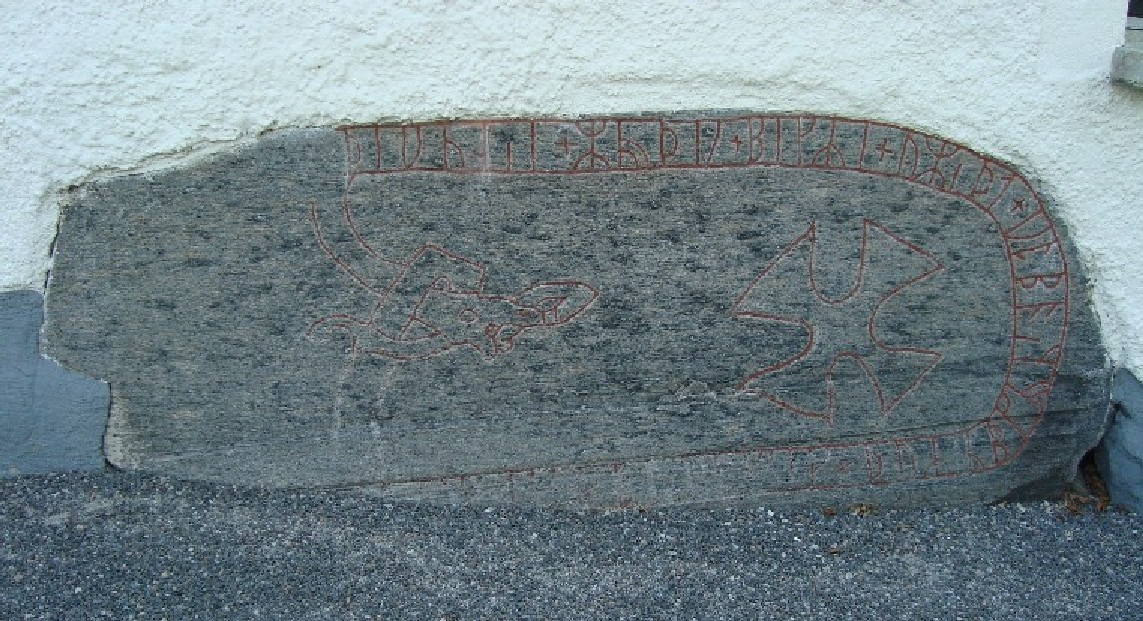
Runsten inmurad i kyrkväggen
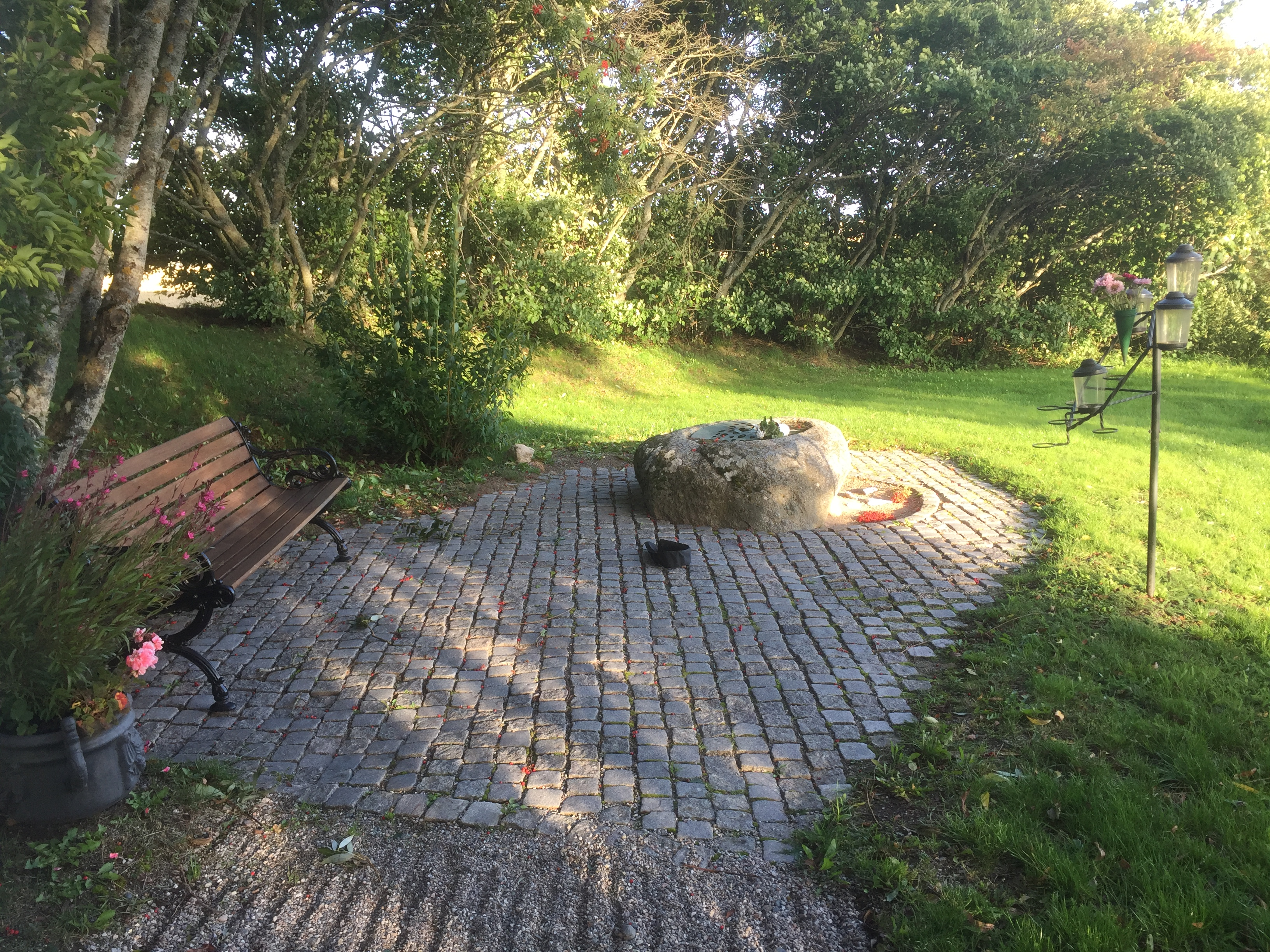
Minneslunden vid Täby kyrka
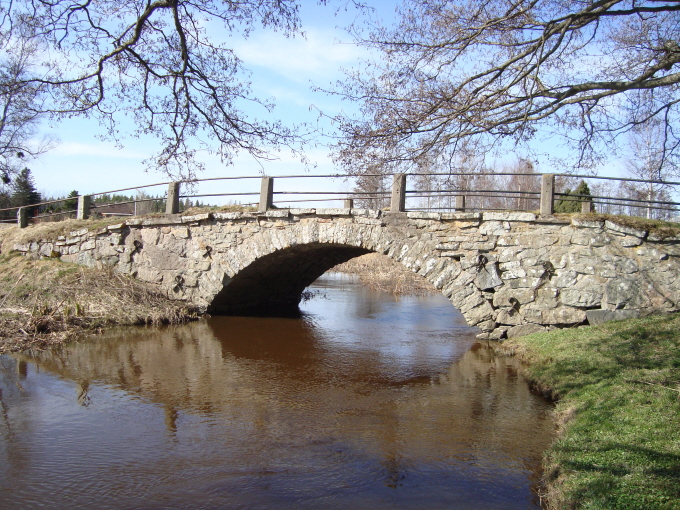
Stenbro vid Täby kyrka